# Società a responsabilità limitata
Als Società a responsabilità limitata (Abkürzung  Srl bzw. S.r.l., in Südtirol auch GmbH) bezeichnet man eine italienische Rechtsform einer Kapitalgesellschaft, die am ehesten der Gesellschaft mit beschränkter Haftung in Deutschland oder anderer deutschsprachiger Länder entspricht.
Die Srl wurde in der heute bekannten Form 1942 eingeführt. Sie ist in den Artikeln 2462 ff. des italienischen Codice civile legal definiert. Das Stammkapital beträgt mindestens 10.000 Euro.
Im dreisprachigen Südtirol (Deutsch, Italienisch und Ladinisch) wird Società a responsabilità limitata auf Deutsch offiziell mit „Gesellschaft mit beschränkter Haftung“ und dem Kürzel „GmbH“ übersetzt.
Darüber hinaus gibt es in Italien die Rechtsform der Società a responsabilità limitata semplificata (Abkürzung  Srls bzw. S.r.l.s.), also der vereinfachten Gesellschaft mit beschränkter Haftung, die mit der deutschen Unternehmergesellschaft (UG) verwandt ist.